# Morti nel 46 a.C.
| Questa pagina contiene informazioni ricavate automaticamente dalle voci biografiche con l'ausilio del template Bio e di un bot. L'aggiornamento è periodico e automatico e ricostruisce completamente la pagina. Se manca una persona in questa lista, sei pregato di non aggiungerla, ma accertati piuttosto che la sua voce biografica contenga il template Bio e che i dati anagrafici siano correttamente compilati. Se il template Bio manca, inseriscilo tu stesso o, in alternativa, metti l'avviso {{tmp\|Bio}} che ne segnala la mancanza. Se i dati riportati sono sbagliati, correggi direttamente la voce biografica; le modifiche saranno visibili in questa lista entro pochi giorni. Per chiarimenti vedi il progetto biografie. La lista contiene solo le 11 persone che sono citate nell'enciclopedia e per le quali è stato implementato correttamente il template Bio. Pagina aggiornata al 27 gen 2025. |

- 12 aprile - Marco Porcio Catone Uticense, politico, militare e scrittore romano (n. 95 a.C.)
- 26 settembre - Vercingetorige, principe e condottiero gallo (n. 82 a.C.)
- Lucio Afranio, politico e generale romano
- Quinto Cecilio Metello Pio Scipione Nasica, senatore e militare romano
- Gaio Considio Longo, politico e militare romano
- Fausto Cornelio Silla, militare romano (n. 86 a.C.)
- Giuba I, sovrano (n. 85 a.C.)
- Sesto Giulio Cesare, politico romano
- Mitridate I del Bosforo, sovrano
- Lucio Nasidio, ammiraglio romano
- Marco Petreio, generale romano (n. 110 a.C.)